# SMS Westfalen
El SMS Westfalen fue un acorazado de la clase Nassau, uno de los primeros acorazados tipo dreadnought construidos por la Marina Imperial Alemana. El Westfalen fue puesto en grada en los astilleros AG Weser de Bremen el 12 de agosto de 1907, botado el 1 de julio de 1908 y dado de alta en la flota de alta mar el 16 de noviembre de 1909.

## Diseño

### Dimensiones y maquinaria
El Westfalen tenía una eslora de 146,10 m, una manga de 26,90 m y un calado de 8,9 m. Desplazaba 18 570 t estándar y 21 000 t a plena carga. El buque se propulsaba mediante 3 hélices, movidas por otras tantas máquinas de vapor de triple expansión que desarrollaban una potencia de 22 000 CV, lo que le proporcionaba una velocidad de 19 nudos.
Tal y como fueron diseñados, el Westfalen y sus gemelos no eran particularmente buenos barcos marineros. Sus quillas fueron remodeladas posteriormente para intentar resolver el problema.

### Armamento
El Westfalen portaba 12 cañones de 280 mm (11”) dispuestos en torretas dobles en una inusual configuración hexagonal con una torreta a proa, otra a popa y dos a cada banda. La artillería secundaría consistía en doce cañones de 150 mm (5,9”) y 16 de 88 mm (3,4”) antiaéreos y seis tubos lanzatorpedos de 450 mm.

### Blindaje
Estaba dotado de un cinturón blindado de 304,8 mm (12”), que protegía las partes vitales del buque, combinado con un blindaje de 76,2 mm en las partes menos críticas. Las barbetas y torretas disponían de un blindaje de 280 mm en las áreas más expuestas y de 50 mm en las menos expuestas. La cubierta tenía un blindaje de 63,5 mm.

## Historial de servicio
Como integrante de la I Escuadra de combate, el Westfalen, junto con sus gemelos, tomó parte en la Batalla de Jutlandia entre el 31 de mayo y el 1 de junio de 1916. Durante la batalla, el Westfalen disparó 51 rondas de 280 mm (11”) y fue impactado por dos de 101 mm (4”), que provocaron entre su dotación 2 muertos y 8 heridos.
El Westfalen jugó un papel crucial en la Batalla de Jutlandia cuando lideró a la flota de alta mar a través de cruceros ligeros de los británicos en la confusa acción nocturna que dio lugar al final de la batalla. El Almirante John Jellicoe había dispuesto sus buques ligeros a retaguardia de la línea ante la llegada de la noche, y el Westfalen y el SMS Thüringen atacaron esta fuerza de destructores y crucero ligeros, infligiéndoles daños severos y limpiando el camino de retirada a aguas alemanas para el resto de la flota.
El Westfalen permaneció en reparaciones en julio, tras la batalla de Jutlandia. El 19 de agosto, fue torpedeado por el submarino británicoE23 en la isla de Terschelling. El Westfalen volvió a entrar en reparaciones hasta octubre de 1916. Desde febrero de 1918, el Westfalen operó en el mar Báltico. Después de la operación, el Westfalen regresó al Mar del Norte, donde se reincorporó al I Escuadrón de Batalla. El 11 de agosto, el Westfalen, Posen, Kaiser y el Kaiserin partieron hacia Terschelling para apoyar a las patrullas alemanas en la zona. Mientras estaba en camino, el Westfalen sufrió graves daños en sus calderas que redujeron su velocidad a 16 nudos (30 km/h; 18 mph). Después de regresar al puerto, fue apartado del servicio. En septiembre de 1918, fue transferido al papel auxiliar de buque de entrenamiento de artilleros.

## Últimos años
Tras el colapso alemán en noviembre de 1918, una parte importante de la Flota de Alta Mar fue internada en Scapa Flow según los términos del Armisticio. El Westfalen y sus buques gemelos, los acorazados más antiguos de la marina alemana, no figuraban entre los barcos incluidos en la lista para internamiento, por lo que permanecieron en puertos alemanes. Durante el internamiento, una lectura del The Times fue interpretada por el comandante alemán, el contraalmirante Ludwig von Reuter, que el armisticio expiraría al mediodía del 21 de junio de 1919, fecha límite para la que Alemania debía firmar el tratado de paz. Reuter creía que los británicos tenían la intención de apoderarse de los barcos alemanes después de que expirara el armisticio. Para evitarlo, decidió hundir sus barcos a la primera oportunidad. En la mañana del 21 de junio, la flota británica abandonó Scapa Flow para realizar maniobras de entrenamiento; a las 11:20 Reuters transmitió la orden a sus barcos.
Como resultado del hundimiento de Scapa Flow, los aliados exigieron reemplazos para los barcos hundidos. El Westfalen fue eliminado de la lista naval alemana el 5 de noviembre de 1919 y posteriormente entregado a los aliados bajo el nombre de contrato "D" el 5 de agosto de 1920. Luego, el barco fue vendido para desguace en Birkenhead, proceso que se llevó a cabo en 1924.